# 髙折晃史
髙折 晃史 （たかおり あきふみ）は、日本の医学者。京都大学医学研究科教授（血液内科学）。
2023年より京都大学医学部附属病院 病院長を務める。
2024年、日本血液学会理事長に就任した。他に、日本内科学会（評議員）、日本エイズ学会（評議員）、日本ウイルス学会（理事・評議員）、日本HTLV-1学会（理事・評議員）、日本癌学会（評議員）などを務める。
開業医の家に生まれ、医学生時代は循環器内科医になることを希望していた。しかし、静岡の病院での初期研修中に血液疾患の患者と向き合ったことで、血液内科医を志すようになった。京大病院での研修医時代に担当した慢性骨髄性白血病の患者の1人が後に骨髄バンクの創始者となる大谷貴子であった。

## 略歴
researchmap より
- 東大寺学園高等学校卒業[8]
- 1986年 3月 - 京都大学医学部卒業
- 1986年 6月 - 京都大学医学部附属病院（研修医）勤務
- 1987年 6月 - 静岡県立総合病院（内科医員）勤務
- 1990年 4月 - 京都大学大学院医学研究科博士課程（内科学専攻）入学
- 1995年 3月 - 博士号取得（医博第1664号）
- 1995年 5月 - 米国カリフォルニア大学サンフランシスコ校（UCSF）グラッドストーン研究所（Gladstone Institutes）研究員
- 1999年 11月	- 京都大学医学部附属病院第一内科医員
- 2000年 3月 - 京都大学大学院医学研究科 血液･腫瘍内科学 助教
- 2008年 4月 - 同 講師
- 2010年 7月 - 同 教授
- 2015年 4月 - 京都大学医学部附属病院 がんセンター長
- 2017年 4月 - 京都大学医学部附属病院 副病院長
- 2023年 4月 - 京都大学医学部附属病院 病院長

## 受賞
- 1994年(平成6年)5月11日 - 日本血液学会奨励賞

## 書籍
- 髙折晃史(監修)、山下浩平(監修)、新井康之(編集)『血液内科治療のトリセツ』 中外医学社、2024年